# Ceranisus femoratus
Ceranisus femoratus is een vliesvleugelig insect uit de familie Eulophidae. De wetenschappelijke naam is voor het eerst geldig gepubliceerd in 1932 door Gahan.